# LCORL
LCORL‏ (None) هوَ بروتين يُشَفر بواسطة جين LCORL في الإنسان.